# Umbilicaria torrefacta
Umbilicaria torrefacta là một loài địa y sống trên đá, thuộc họ Umbilicariaceae. Loài này thường được tìm thấy ở vùng Bắc Cực và trên núi cao, phân bố rộng rãi ở cả Bắc bán cầu.
Loài địa y này được John Lightfoot mô tả lần đầu vào năm 1777 và sau đó được Heinrich Schrader xếp vào chi Umbilicaria vào năm 1794.